# Drakensang Online
Drakensang Online ist ein browserbasiertes, kostenloses Online-Rollenspiel des deutschen Unternehmens Bigpoint. Das Fantasy-Rollenspiel ist vom Spielprinzip her an die Diablo-Reihe angelehnt und wurde von Bigpoint Berlin entwickelt. Es ist damit eines der wenigen in Deutschland entwickelten MMORPGs. Von August 2011 bis Juli 2012 befand sich der Titel in der offenen Betaphase. Nach eigenen Angaben gab es etwa 17 Millionen registrierte Konten, die tatsächliche Spielerzahl kann davon abweichen, da Mehrfachanmeldungen erlaubt sind. Eine Retailfassung wurde im November 2011 veröffentlicht.

## Spielprinzip
Spielerisch lehnt sich Drakensang Online an die Diablo-Reihe und vergleichbare Titel an. Es besteht optisch und im Detail eine große Ähnlichkeit zur Sacred-Reihe (u. a. Nutzung von Reittieren). Gesteuert wird aus der Iso-Perspektive. Zu Spielbeginn muss der Spieler einen Charakter erstellen und kann dabei aus verschiedenen Charakterklassen (Magier, Bogenschütze, Krieger oder Zwerg) auswählen. Es ist möglich, mit einem Account auf demselben Server bis zu vier Charaktere zu spielen.
Die Spielwelt lässt sich frei erkunden. Es können Quests angenommen werden, Dungeons erkundet werden oder einfach nur Monster besiegt werden. Dabei kann der Spieler sowohl alleine als auch mit anderen Spielern gemeinsam agieren. Es gibt ein Gildensystem, in dem sich Spielergemeinschaften organisieren können. Kommuniziert wird über ein internes Chatsystem. Die Spielwelt Duria orientiert sich am mittelalterlichen Europa. Sie wird regelmäßig durch Online-Updates erweitert, ebenso werden neue Funktionen oder Charakterklassen hinzugefügt.
Für ein schnelles Weiterkommen im Spiel ist unter anderem der ausreichende Besitz der Spielwährung Andermant hilfreich. Dieses kann in geringen Mengen durch das Erledigen von Aufträgen und das Töten von Gegnern gefunden werden. Alternativ kann es – analog zu anderen kostenlosen Online- und Browserspielen – beim Anbieter Bigpoint in einem Item-Shop gegen Bezahlung erworben werden. Benötigt wird diese Währung jedoch nicht unbedingt.

## Entwicklung
Die Wurzeln des Projekts finden sich beim deutschen Entwicklerstudio Radon Labs, das 2008 den Titel Das Schwarze Auge: Drakensang und 2010 den Nachfolger Drakensang: Am Fluss der Zeit veröffentlichte. Dabei handelte es sich um klassische Rollenspiele für Einzelspieler in der Spielwelt von Das Schwarze Auge (DSA). Im Mai 2010 musste Radon Labs Insolvenz anmelden und wurde nach der Übernahme durch den Browserspiel-Hersteller Bigpoint in das existierende Studio Bigpoint Berlin integriert. Im September 2010 wurde die Entwicklung von Drakensang Online bekanntgegeben. Da Bigpoint keine DSA-Lizenz erwarb und lediglich im Besitz der Namensrechte von Drakensang ist, wurde für Drakensang Online eine vollständig neue Spielwelt mit eigenem Regelwerk entwickelt. Das Spiel steht daher mit seinen Vorgängern in keinem inhaltlichen oder spielerischen Zusammenhang.
Wie alle Radon-Labs-Titel basiert das Spiel auf der selbstentwickelten Nebula-Engine, die für eine Verwendung im Browser angepasst wurde. Das Spiel wurde in C++ geschrieben und lief zunächst ausschließlich mittels eines Java-Applets im Browser. Ein neuerer Client für verschiedene Windows- und Mac-Betriebssystemen ermöglicht mittlerweile auch das Spielen auf Systemen ohne Java-Installation. Das Spielen auf Linux ist nativ nicht möglich und erfordert den Einsatz von Emulatoren.
Im August 2011 wurde Drakensang Online unter der Bezeichnung als offene Betaphase für die Öffentlichkeit freigegeben. Das beinhaltete auch den Item-Shop zum Erwerb von Andermant, weshalb das Spiel den Geschäftsbetrieb bereits aufgenommen hat. Am 13. August 2013 kündigt Bigpoint ein Add-on mit folgenden Inhalten für Drakensang Online an: Erhöhung des Levelcaps von Level 40 auf 45, 30 neue NPC, mehr als 100 neue Quests, zwölf neue Monster und einen neuen Boss, der sich den Helden von Duria entgegenstellt. Am 23. Januar 2014 veröffentlichte Bigpoint ein neues Update, welches das Stehlen von Kills unterbindet. Am 5. Februar 2014 wurden mit einem Update weibliche Dampfmechanika in das Spiel eingebunden. Am 26. August 2015 veröffentlichte Bigpoint ein Add-on mit folgenden Inhalten für Drakensang Online: Erhöhung des Levelcaps von Level 45 auf 50, etwa 150 neue Quests, 11 neue Gegner und 200 neue Items. Ebenfalls hat Bigpoint ein neues Talentsystem eingebaut. Auf diese Erweiterung folgte 2017 eine Erhöhung des Levelcaps auf 55 und 2020 eine weitere Erhöhung des Levelcaps auf Level 100. 

## Verkaufsversionen
Obwohl es sich um ein Browserspiel handelt, das man ohne längere Downloads direkt im Browser spielt, wurden zwei Retail-Fassungen des Spiels im Handel veröffentlicht, bei denen neben der kostenlosen Client-Software eine gewisse Anzahl sonst zu erwerbender Spielgegenstände inbegriffen waren. Die günstigere Box enthielt eine Rüstung sowie 10.000 Einheiten der Spielwährung Andermant für den Kauf von Spielgegenständen im Ingame-Shop. Die etwa doppelt so teure Box enthielt neben der Rüstung und 12.000 Andermant den Zugriff auf eine Drachenfigur, die der Spieler als Haustier und zum Sammeln von Erfahrungspunkten nutzen konnte.

## Rezeption
Positiv bewertet wurde vom Magazin GameStar im August 2011 die hohe Grafikqualität im Vergleich zu anderen Browserspielen. Kritisiert wurde jedoch, dass beim Erwerb der Spielwährung Andermant sehr schnell hohe Kosten entständen, während ohne Geldinvestition das Spiel eher für Frust sorge und generell zu wenig Inhalt biete. Die häufig wiederkehrenden Aufforderungen zur Bezahlung wurden als sehr aufdringlich bezeichnet. Insgesamt wurde Drakensang Online als „Gerüst eines Action-Rollenspiels“ bezeichnet und von einer Nutzung vorläufig abgeraten. Stattdessen wurden Konkurrenzprodukte wie Mythos und Hellbreed empfohlen.
Nach einem Monat waren über die Hauptseite des Spiels bereits über 850.000 Accounts erstellt worden. Drakensang Online wurde beim deutschen Entwicklerpreis 2011 als bestes deutsches Rollenspiel ausgezeichnet. Im Mai 2012 erhielt Drakensang beim deutschen Computerspielpreis die Auszeichnung als „Bestes Browsergame“ und wurde als „herausragende deutsche Spieleproduktion“ gewürdigt.